# David Power
David "Dave" Power, född 14 juli 1928 i Maitland i New South Wales, död 1 februari 2014, var en australisk friidrottare.
Power blev olympisk bronsmedaljör på 10 000 meter vid sommarspelen 1960 i Rom.